# Anbus Labyrinthus
L'Anbus Labyrinthus è una formazione geologica della superficie di Titano.